# Флорін Йордаке
Флорін Йордаке (рум. Florin Iordache; вимова румун.: [floˈrin jorˈdake] ; нар.14 грудня 1960) — політик Румунської соціал-демократичної партії, який обіймав посаду міністра юстиції в кабінеті Гріндеану з 4 січня 2017 року по 9 лютого 2017 року. 
Він також обіймав посаду президента Палати депутатів Румунії між 13 червня 2016 року та 21 грудня 2016 року  Він є членом Палати з 2000 року, представляючи рідну округу Олт. 
Під час протестів 2017 року в Румунії десятки тисяч людей вимагали відставки Йордаке у відповідь на плани Міністерства юстиції про помилування корумпованих політиків та декриміналізацію інших правопорушень. Йордаке захищав пропозиції, кажучи, що вони допоможуть послабити тиск на переповнені в'язниці. 
Він заявив про свою відставку з посади міністра юстиції 9 лютого 2017 року на тлі антиурядових протестів. 
В даний час він очолює спеціальну парламентську комісію, яка обговорює судову реформу, яка загрожує незалежності судової влади. 